# Клерикальний фашизм
Клерикальний фашизм, також відомий як клерофашизм — ідеологічна конструкція, яка комбінує політичні та економічні доктрини фашизму з богослов'ям чи релігійною традицією. Термін використовується для опису організацій і рухів, що комбінують релігійні елементи з фашизмом, що підтримують фашистські організації релігійних організацій, або фашистських режимів, в яких духовенство відіграє провідну роль, проте концепція факсизму клерикального заперечується деякими вченими. Режими Салазара в Португалії та Франко в Іспанії також іноді відносять до клерикального фашизму.

## Історія
Термін «клерофашизм» з'явився в Італії в 1922. Його використав священник Луїджі Стурцо в 1922 році, посилаючись на фракцію римсько-католицької партії Popolare Italiano, яка підтримувала Беніто Муссоліні та його режим. Сам Стурцо виступав проти Муссоліні та виїхав у вигнання в 1924 році. хоча цей термін також використовувався до маршу на Рим у 1922 році для позначення католиків у Північній Італії, які виступав за синтез римо-католицизму і фашизму.